# Ніколя Далейрак
Ніколя (Никола) Далейрак (фр. Nicolas Dalayrac; 8 червня 1753 — 27 листопада 1809) — французький композитор, працював переважно у жанрі опера комік. Кавалер ордена Почесного легіону.

## Біографія
Ніколя д'Алейрак (фр. Nicolas d'Alayrac) народився в містечку Мюре на південному заході Франції. Вивчився на адвоката, але відмовився від юридичної кар'єри та повністю віддався своїй пристрасті до музики. Старанно навчався гри на скрипці; багато перейняв у Ґретрі та Ланглі.
Написав понад шістдесят опер, які були досить успішні в Парижі та Німеччині. Деякі із творів Н. Далейрака виконувалися на сценах Імператорських театрів Російської імперії.
Найбільш відомі опери — "Нина, або Божевільна від кохання" (1786), "Рауль де Креккі" (1789), "Будинок продається" (1800), "Ґюлістан" (1805). Після Великої французької революції він змінив своє прізвище з аристократичною d'Aleyrac на Dalayrac. Революційні події надихнули його створення безлічі творів, які стали дуже популярні у народі; його пісні співали на вулицях Парижа. Далейрак написав низку опер на навіяні революцією сюжети («Камілла чи Підземелля» (1791), «Взяття Тулона» (1794) та інші), а також пісні («Ода Верховній суті», «Ранок 14 липня», «Пісня гармат» та інші). Далейрак — один із перших французьких композиторів, які писали струнні квартети.
1804 року Далейрак був нагороджений французьким урядом орденом Почесного легіону.
Ніколя Далейрак помер 27 листопада 1809 року в Парижі.

## Твори
- Le chevalier à la mode (1781)
- Le petit souper (1781)
- L'éclipse totale (1782)
- L’amant statue (1785)
- La dot (1785)
- Nina, ou La folle par amour (1786)
- Azémia (2 parties, 1786)
- Renaud d’Ast (1787)
- Sargines (1788)
- Fanchette (1788)
- Les deux petits Savoyards (1789[8])
- Raoul, sire de Créqui (1789)
- La soirée orageuse (1790)
- Le chêne patriotique (1790)
- Vert-Vert (1790)
- Camille ou Le souterrain (1791)
- Agnès et Olivier (1791)
- Philippe et Georgette (1791)
- Tout pour l’amour (1792)
- Ambroise (1793)
- Asgill (2 parties, 1793)
- La prise de Toulon (1794)
- Le congrès des rois (1794)
- L’enfance de Jean-Jacques Rousseau (1794)
- Les détenus (1794)
- Adèle et Dorsan (1795)
- Marianne (1796)
- La maison isolée (1797)
- La leçon (1797)
- Gulnare (1797)
- Alexis (1798)
- Léon (1798)
- Primerose (1798)
- Adolphe et Clara, ou Les deux prisonniers (1799)
- Aire de Maison à vendre (1800)
- Léhéman (1801)
- L’antichambre (1802)
- La boucle de cheveux (1803)
- La jeune prude (1804)
- Une heure de mariage (1804)
- Le pavillon du calife (1805)
- Le pavillon des fleurs (1805)
- Gulistan ou Le hulla de Samarcande (1805)
- Deux mots (1806)
- Koulouf ou Les chinois (1806)
- Lina (1807)
- Élise-Hortense (1808)
- Les trois sultanes (1809)
- Le poète et le musicien (1809/1811)